# Tipula graciae
Tipula graciae är en tvåvingeart som beskrevs av Alexander 1947. Tipula graciae ingår i släktet Tipula och familjen storharkrankar. Inga underarter finns listade i Catalogue of Life.